# Gina McKee
Pour les articles homonymes, voir McKee.
Gina McKee, née Georgina McKee le 14 avril 1964 à Sunderland dans le Tyne and Wear au Royaume-Uni, est une actrice britannique.

## Biographie
Fille de mineur, Gina McKee, est née à Peterlee, un village du nord-est de l’Angleterre. En répondant par hasard à une annonce, elle est engagée dans la série pour enfants Quest of Eagles. Elle poursuit sa carrière à la télévision, au théâtre et au cinéma où elle obtient en 1988 un petit rôle dans Le Repaire du ver blanc de Ken Russell. Gina McKee s’est fait notamment connaître avec la série télévisée Our Friends in the North (en) (1996), dans le rôle de Mary qui lui vaut trois prix d’interprétation. Elle interprète ensuite le rôle de Bella dans Coup de foudre à Notting Hill (1999), puis le film Jeanne d'Arc de Luc Besson, où elle est la duchesse de Bedford lors du procès de Jeanne d'Arc à Rouen. Elle joue également dans The Forsyte Saga (2002), The Lost Prince (2003), The Borgias (2011).
Gina McKee est mariée à Kez Cary depuis 1989 et vit dans le Sussex, au sud-est de l’Angleterre.

## Filmographie

### Cinéma
- 1988 : Le Repaire du ver blanc de Ken Russell
- 1993 : Naked de Mike Leigh
- 1997 : The Life of Stuff de Simon Donald
- 1998 : Eight de Stephen Daldry
- 1999 : Women Talking Dirty de Coky Giedroyc
- 1999 : Coup de foudre à Notting Hill de Roger Michell
- 1999 : Wonderland de Michael Winterbottom
- 1999 : La Fin de l'innocence sexuelle de Mike Figgis
- 1999 : Croupier de Mike Hodges
- 1999 : Jeanne d'Arc de Luc Besson
- 2001 : Jimmy Grimble de John Hay
- 2001 : The Zookeeper (en) de Ralph Ziman
- 2002 : Les Divins Secrets de Callie Khouri
- 2003 : The Reckoning de Paul McGuigan
- 2005 : Mickybo and Me de Terry Loane
- 2005 : Greyfriars Bobby de John Henderson
- 2005 : Mirrormask de Dave McKean
- 2006 : Amour et Conséquences (Scenes of a Sexual Nature)  d'Ed Blum
- 2007 : And When Did You Last See Your Father? d'Anand Tucker
- 2008 : Reviens-moi de Joe Wright
- 2009 : In the Loop d'Armando Iannucci
- 2012 : Jimmy P. (Psychothérapie d'un Indien des Plaines) d'Arnaud Desplechin
- 2015 : Taj Mahal de Nicolas Saada
- 2017 : Phantom Thread de Paul Thomas Anderson
- 2022 : My Policeman : Marion Taylor âgée

### Télévision
- 2002 : La Dynastie des Forsyte – Irene Forsyte
- 2007 : Inspecteur Lewis (saison 1, épisode 3)
- 2011-2012 : The Borgias (série) – Catherine Sforza
- 2012 : Secret State – Ellis Kane
- 2012 : Line of Duty – Jackie  Laverty
- 2016 : Emerald City
- 2017 : Knightfall (série) – Virginie Méry
- 2018 : Bodyguard (série) – Anne Samson
- 2019 : Catherine the Great (série) : Comtesse Praskovya Bruce (en)
- 2020 : Black Narcissus (Le Narcisse noir) : Sœur Adela

## Distinctions
- British Academy Television Award de la meilleure actrice en 1997